# باید درباره کوین صحبت کنیم
باید درباره کوین صحبت کنیم (انگلیسی: We Need to Talk About Kevin) یک کتاب از لیونل شریور است. این رمان داستانی با محوریت تیراندازی در مدارس از منظر مادر قاتل را بیان می‌کند. این کتاب در سال ۲۰۰۵ میلادی برنده جایزه ادبیات داستانی زنان شد. متن این داستان که جدابیت بالایی در سبک تریلر داشت سبب شد که در سال ۲۰۱۱، کارگردان آمریکایی لین رمزی، با اقتباس از این داستان، فیلمی به همین مضمون بسازد.